# Republic RC-3 Seabee

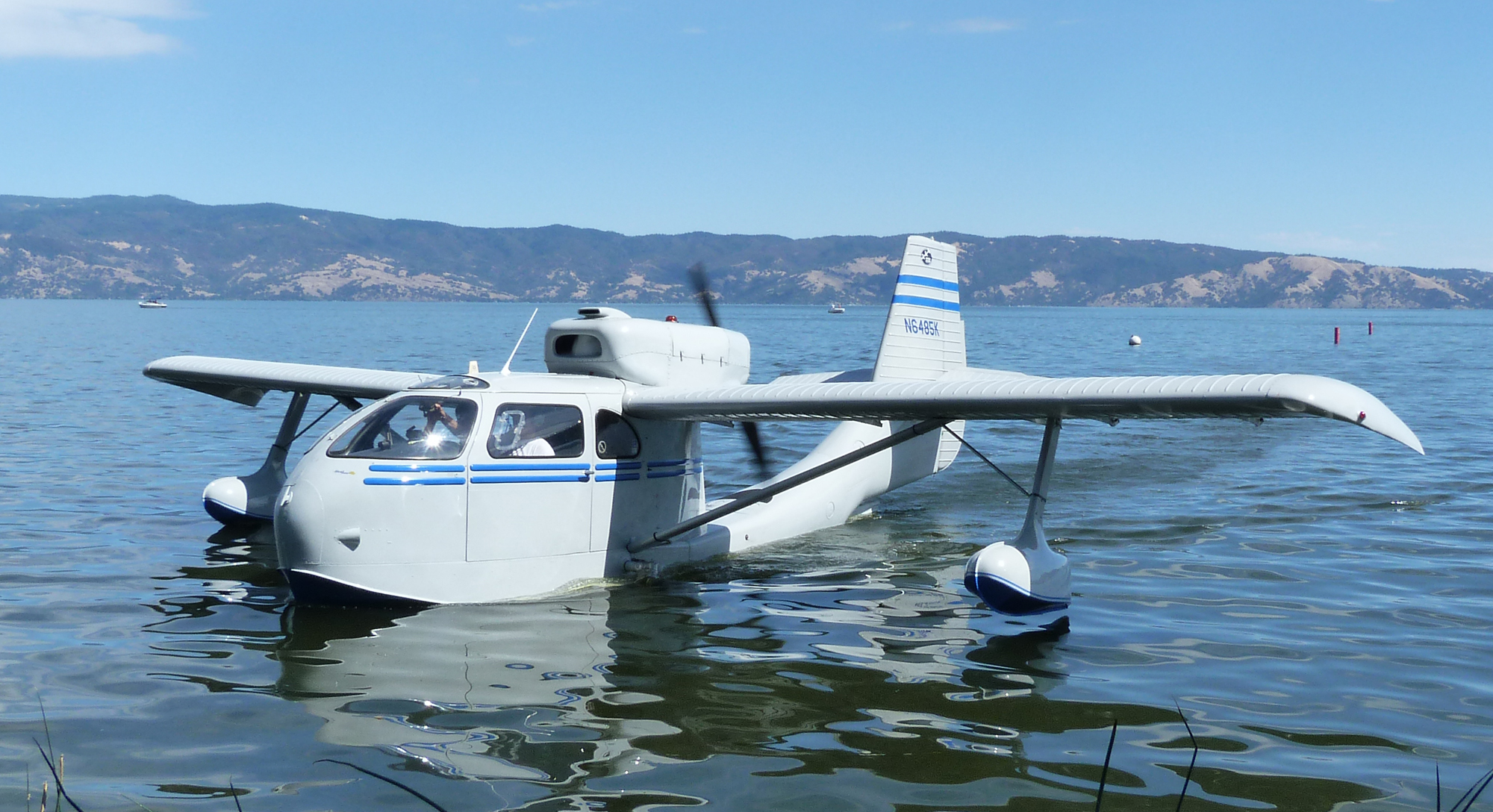
Un seabee en 2011.

Le Republic RC-3 Seabee est un petit avion amphibie de loisir, produit à plus de 1000 exemplaires par Republic Aviation Company juste après la Seconde Guerre mondiale.

## Origine
Le Seabee est issu d'un projet extérieur à Republic : c'est le pionnier de l'aviation Percival Hopkins Spencer qui a créé le prototype, sous le nom Spencer Air Car, en 1941. C'est un petit hydravion à coque, amphibie, pour un pilote et trois passagers. Son moteur est un Continental Tiara (six cylindres à plat)  monté en configuration propulsive, ce qui contribue à donner à l'appareil une silhouette très particulière. L'avion vole dès l'été 1941, mais est remisé après l'entrée en guerre des États-Unis. Spencer lui-même rejoint Republic Aircraft Company en tant que pilote d'essai, il pilote les prototypes de Republic P-43 Lancer et Republic P-47 Thunderbolt. Il part ensuite travailler pour une entreprise de Chicago (fabriquant entre autres des Juke-box) qui voit dans le Air Car un potentiel objet publicitaire. En 1943, alors que la capacité industrielle de Republic est consacrée à 100% à la production en masse du Thunderbolt, l'entreprise s'inquiète de sa reconversion une fois le conflit terminé. À l'époque, les décideurs de l'industrie aéronautique, chez Republic entre autres, sont convaincus qu'une grande partie des pilotes mobilisés pour la guerre voudront, une fois revenus à la vie civile, continuer le pilotage à titre de loisir, créant un énorme marché pour l'aviation de sport et de loisir. Cela ne s'est absolument pas réalisé dans les proportions anticipées, en réalité seule une petite fraction des pilotes démobilisés ont continué le pilotage à titre de loisir. Espérant capter une partie de ce marché, Republic rachète les droits de l'avion « familial » conçu par Spencer, et en produit une version modifiée, entièrement métallique, avec un moteur différent (Franklin O-500) mais aux caractéristiques similaires.

## Carrière
1060 exemplaires sont produits de 1945 à 1947. Les ventes, bonnes dans un premier temps, sont très vite retombées. L'avion est cependant resté apprécié des pilotes amateurs. En 2015, il est estimé que 250 exemplaires sont encore en circulation.